# Kendrick Johnson
Kendrick Johnson (* 13. Juni 1975) ist ein ehemaliger US-amerikanischer Basketballspieler.

## Werdegang
Der aus San Diego stammende Johnson lief zwischen Ende Dezember 2000 und Mitte März 2001 in zwölf Spielen für die Sydney Kings in der National Basketball League (NBL) auf. Er erzielte 21,6 Punkte, 5,2 Rebounds und 4,5 Korbvorlagen je Begegnung und fiel durch seine Sprungkraft auf: Während seiner Zeit in Sydney gelang ihm ein Dunking, der von der NBL als einer der besten der Ligageschichte eingestuft wurde.
Nach Stationen in Griechenland und Zypern war der US-Amerikaner in der Saison 2002/03 mit 22,1 Punkten je Begegnung bester Korbschütze des türkischen Erstligisten İstanbul Teknik Üniversitesi B.K.
In der deutschen Basketball-Bundesliga spielte Johnson ab Februar 2005 für die abstiegsbedrohten Schwelmer Baskets. In sieben Einsätzen für Schwelm kam er auf einen Mittelwert von 22,9 Punkten. In einem Spiel gelangen ihm 40 Punkten und damit der beste Wert aller Bundesliga-Spieler in der Saison 2004/05. Seine Schwelmer Mannschaft belegte in der Abschlusstabelle des Spieljahres 2004/05 den letzten Platz. In derselben Saison spielte Johnson ab April 2005 noch für BC Ostende in Belgien.
In den ersten Monaten des Spieljahres 2005/06 stand er beim italienischen Erstligisten Pallacanestro Biella unter Vertrag, erzielte 12,7 Punkte je Begegnung, ehe es Anfang Dezember 2005 zur Trennung kam. Im weiteren Saisonverlauf weilte er für vier Spiele beim griechischen Erstligisten Kolossos Rhodos, für den er im Mittel 10,8 Punkte erreichte.
Mit den Vereinen KK Rabotnički Skopje (FIBA Europe League), BC Kalev (EuroCup) und KK Igokea Aleksandrovac (EuroCup) spielte Johnson in Europapokalwettbewerben.